# Matalobos (La Estrada)
Matalobos es una parroquia del oeste del ayuntamiento de La Estrada, en la provincia de Pontevedra], España.
Limita con las parroquias de La Estrada, Ouzande, Toedo, San Julián de Vea y Vea.
En 1842 tenía una población de hecho de 190 personas. En los veinte años que van de 1986 a 2006 la población pasó 406 a 320 personas, lo cual significó una pérdida del 21,18%.
- Datos: Q3396892
- Multimedia: Matalobos, A Estrada / Q3396892